# Dyskografia Garou
Debiutancki album Garou został wydany w listopadzie 2000 r. Singlem promującym wydawnictwo Seul była piosenka Sous le vent, zaśpiewana w duecie z Céline Dion. Na albumie znalazło się 14 piosenek. Autorem większości utworów był Luc Plamondon. Płyta rozeszła się w 3,5 milionowym nakładzie. We Francji album został certyfikowany Diamentową Płytą.
Latem 2003 r. zaczął powstawać drugi studyjny album, zatytułowany Reviens. Premiera płyty odbyła się 24 listopada 2003 r. Przy nagrywaniu Reviens Garou rozpoczął współpracę z dwoma francuskimi piosenkarzami Geraldem De Palmasem i Jean-Jacques Goldmanem.
W czerwcu 2006 pojawił się album Garou. Motywem przewodnim albumu był czas i tarcza zegara. Płyta była promowana jednocześnie przez dwa single L’injustice w Europie i w Kanadzie Je suis le meme.
W 2008 r. został wydany długo planowany pierwszy anglojęzyczny album Piece of My Soul. Pierwszym singlem był utwór Stand Up, napisany przez Roba Thomasa. Artysta odświeżył przebój szwedzkiej grupy Cue Burning oraz piosenkę którą wcześniej śpiewał Melanie C.
7 grudnia 2010 został wydany francusko-angielski album Gentleman Cambrioleur zawierający utwory w oryginale śpiewane m.in. przez Madonnę, U2, Roda Stewarta i Joe Dassina.
W lutym 2011 ukazała się płyta Version intégrale. Piosenkarz nie tylko uczestniczył w nagrywaniu albumu, ale był też autorem kilku piosenek.

## Albumy studyjne
| Rok  | Tytuł                                                                                          | Pozycje | Pozycje | Pozycje | Pozycje | Pozycje | Sprzedaż i certyfikaty |
| Rok  | Tytuł                                                                                          | CA      | FR      | BE      | CH      | PL      | Sprzedaż i certyfikaty |
| ---- | ---------------------------------------------------------------------------------------------- | ------- | ------- | ------- | ------- | ------- | --- |
| 2000 | Seul - premiera: 13 listopada 2000 - wydawca: Columbia, Sony Music                             | 2       | 1       | 1       | 9       | 1       | Francja: Diamentowa (1,553,500) Kanada: 3x Platynowa (300 000) Belgia: 2x Platynowa (60 000) Szwajcaria: 2x Platynowa (60 000) Polska: Platynowa (100 000) Europa: 2x Platynowa (2 000 000) |
| 2003 | Reviens - premiera 24 listopada 2003 - wydawca: Columbia, Sony Music                           | –       | 3       | 1       | 5       | 2       | Francja: 2xPlatynowa (582,200) Belgia: Złota Szwajcaria: Złota Polska: Złota |
| 2006 | Garou - premiera: 12 czerwca 2006 - wydawca: Columbia, Sony BMG                                | 6       | 1       | 1       | 5       | 24      | Francja: Platynowa (217 000) |
| 2008 | Piece of My Soul - premiera: 12 maja 2008 - wydawca: Columbia, Sony BMG                        | 2       | 3       | 3       | 8       | 7       | Kanada: Złota (50 000) Polska: Złota Rosja: Złota (15 000) |
| 2009 | Gentleman Cambrioleur - premiera: 7 grudnia 2009 - wydawca: Wolfgang Entertainment, Sony Music | –       | 35      | 15      | 30      | 17      | – |
| 2011 | Version intégrale - premiera: 7 lutego 2011 - wydawca: Wolfgang Entertainment, Sony Music      | 30      | 33      | –       | –       | 20      | – |
| 2012 | Rhythm & Blues - premiera: 23 października 2012 - wydawca: Mercury, Universal Music            | –       | 2       | 18      | –       | 38      | Francja:Platynowa |
| 2013 | Au Millieu De Ma Vie - Data: 19 listopada 2013 - Wydawca: Mercury, Universal Music             | –       | 5       | 11      | –       | –       | |

## Albumy koncertowe
| Rok  | Tytuł                                                                          | Pozycje | Pozycje | Pozycje | Pozycje | Pozycje | Sprzedaż i certyfikaty                                               |
| Rok  | Tytuł                                                                          | CA      | FR      | BE      | CH      | PL      | Sprzedaż i certyfikaty                                               |
| ---- | ------------------------------------------------------------------------------ | ------- | ------- | ------- | ------- | ------- | -------------------------------------------------------------------- |
| 2001 | Seul ...Avec Vous - premiera: 6 listopada 2001 - wydawca: Columbia, Sony Music | –       | 3       | 5       | 20      | 9       | Francja: Platynowa Belgia: Platynowa Kanada: Złota Szwajcaria: Złota |

## Kompilacje
| Rok  | Tytuł                                                           | Pozycje | Pozycje | Pozycje | Pozycje | Pozycje | Sprzedaż i certyfikaty |
| Rok  | Tytuł                                                           | CA      | FR      | BE      | CH      | PL      | Sprzedaż i certyfikaty |
| ---- | --------------------------------------------------------------- | ------- | ------- | ------- | ------- | ------- | ---------------------- |
| 2014 | Le Meilleur - premiera: 10 listopada 2014 - wydawca: Sony Music | –       | –       | –       | –       | –       |                        |

## single
| 1998                           | Belle                                | –  | – | – |
| 1999                           | Dieu que le monde est injuste        | –  | – | – |
| 2000                           | Le monde est stone                   | –  | – | – |
| 2001                           | Sous le vent (& Céline Dion)         | 1  |   | 5 |
| 2002                           | Gitan                                | 1  |   | 2 |
| 2002                           | Seul                                 | 1  | 3 | 3 |
| 2002                           | Je n’attendais que vous              | 14 | – | – |
| 2003                           | Reviens                              | 1  | – | 1 |
| 2004                           | Et si on dormait                     | –  | – | – |
| 2004                           | Passe ta route                       | 1  | – | – |
| 2005                           | L'aveu                               | –  | – | – |
| 2006                           | L’injustice                          | –  | – | – |
| 2006                           | Je suis le même                      | –  | – | – |
| 2006                           | Plus fort que moi                    | –  | – | – |
| 2007                           | Que le temps                         | –  | – | – |
| 2008                           | Stand Up                             | 4  | 2 | – |
| 2008                           | Burning                              | 1  | – | – |
| 2008                           | Heaven’s Table                       | –  | – | – |
| 2009                           | Take A Piece Of My Soul              | –  | – | – |
| 2009                           | First Day of My Life                 | –  | – | – |
| 2009                           | New Year’s Day                       | –  | – | – |
| 2010                           | Aimer d’amour                        | –  | – | – |
| 2010                           | J’avais besoin d'être là             | –  | – | – |
| 2011                           | For You                              | –  | – | – |
| 2012                           | Le jour se leve                      | –  | – | – |
| 2013                           | Avancer                              | –  | – | – |
| 2014                           | Du vent des mots(& Charlotte Cardin) | –  | – | – |
| „–” pozycja nie była notowana. |                                      |    |   |   |

### Z gościnnym udziałem
| Rok  | Tytuł                                       | Album               |
| ---- | ------------------------------------------- | ------------------- |
| 2004 | La riviere de notre enfance & Michel Sardou | Du Plaisir          |
| 2005 | Tu es comme ca & Marilou                    | La Fille Qui Chante |
| 2012 | La ciel est noir & Nana Mouskouri           | Nana & Friends      |

## Wideografia

### DVD
| Tytuł               | Informacje o albumie                                                   |
| ------------------- | ---------------------------------------------------------------------- |
| Notre-Dame de Paris | - wydany: 1998 - wytwórnia: Sony Music - format: DVD, VHS              |
| Live A Bercy        | - wydany: 25 listopada 2002 - wytwórnia: Sony Music - format: DVD, VHS |
| Routes              | - wydany: 25 marca 2005 - wytwórnia: Sony BMG - format: DVD            |

### Teledyski
| Rok  | Tytuł                         | Album               | Reżyser              |
| ---- | ----------------------------- | ------------------- | -------------------- |
| 1998 | Dieu que le monde est injuste | Notre-Dame de Paris |                      |
| 2000 | Le monde est stone            |                     |                      |
| 2001 | Sous le vent                  | Seul                | Istan Rozumny        |
| 2002 | Gitan                         | Seul                | Alain Desrochers     |
| 2002 | Je n’attendais que vous       | Seul                |                      |
| 2002 | Seul                          | Seul                |                      |
| 2003 | Reviens                       | Reviens             | Yannick Saillet      |
| 2004 | Passe ta route                | Reviens             | Daniel Laurin        |
| 2004 | Et si on dormait              | Reviens             |                      |
| 2004 | La riviere de notre enfance   | Du Plaisir          |                      |
| 2005 | Tu es comme ca                | La Fille Qui Chante | Jean Francois Pillon |
| 2006 | L’injustice                   | Garou               | Yannick Saillet      |
| 2006 | Je suis le meme               | Garou               | Yannick Saillet      |
| 2008 | Stand Up                      | Piece of My Soul    | Raphael Mazzucco     |
| 2008 | Heaven’s Table                | Piece of My Soul    | Raphael Mazzucco     |
| 2012 | Le jour se leve               | Rhythm & Blues      |                      |
| 2013 | Avancer                       | Au Milieu De Ma Vie |                      |
| 2014 | Du vent des mots              | Au Milieu De Ma Vie |                      |